# Кипро-турецкие отношения
Кипро-турецкие отношения — двусторонние дипломатические отношения между Республикой Кипр и Турцией.

## История
В 1960 году Великобритания предоставила независимость Кипру. В 1963 году президент Кипра Макариос III предложил внести изменения в конституцию страны, согласно которым турки-киприоты стали бы урезаны в правах по сравнению с греческой общиной острова, что вызвало крайне негативную реакцию турецких властей. Турки-киприоты отвергли предложение президента в результате чего на острове начались столкновения между греками и турками. 
13 февраля 1963 года греки и греки-киприоты атаковали кипрско-турецкий квартал Лимасола с помощью танков, убив 16 и ранив 35 турок. В период с 11 по 13 мая 1964 года кипрская полиция казнила около 28 мирных жителей-киприотов-турок в Фамагусте, Акротири и Декелии. 14 и 15 ноября 1967 года греки-киприоты убили 26 киприотов-турок во время их отступления из Кофину.
Но в декабре 1963 года в ходе событий, получивших название «Кровавое Рождество», в ходе которых было убито 364 турка, турки-киприоты были изгнаны из республики, а греки-киприоты начали против них военную кампанию, что привело к 11 годам этнических столкновений. Турки-киприоты понесли более тяжкие потери с точки зрения жертв, и около 25 000 человек — примерно пятая часть населения турок-киприотов — были перемещены внутри страны. Тысячи оставшихся домов турок-киприотов были разграблены или полностью разрушены.  Они жили как беженцы по крайней мере десять лет, до турецкого вторжения в 1974 году. К концу 1960-х годов около 60 000 киприотов-турок покинули свои дома и переехали в анклавы. Это привело к исходу турок-киприотов, большинство из которых мигрировали в Великобританию, а другие — в Турцию, США и Австралию.
В 1974 году чёрные полковники в Греции поддержали государственный переворот подпольной организации ЭОКА на Кипре и президент Макариос III был вынужден бежать из страны. Под предлогом восстановления конституционного порядка Турция  высадила войска на Кипр, в ходе боев заняв северо-восток острова. В 1983 году Рауф Денкташ провозгласил создание Турецкой Республики Северного Кипра, которая была признана только Турцией.
По свидетельствам турок-киприотов и греков-киприотов, в Лимасоле после захвата анклава турок-киприотов кипрской национальной гвардией 20 июля 1974 года квартал турок-киприотов был сожжён, женщины изнасилованы, а дети расстреляны. Затем 1300 человек были отправлены в лагерь для военнопленных.
После объявления независимости Турецкой Республики Северного Кипра, правительство Греции сумело убедить членов Европейского союза в том, что перед принятием Турции в качестве полноправного участника союза необходимо урегулировать кипрский кризис. Анкара заявила о том, что такое очевидное политическое условие не подходит для экономической ассоциации. Однако, когда в 1990 году Европейский союз согласился рассмотреть заявку на членство от Республики Кипр, турецкие политики не смогли убедить государства-участники ЕС наложить вето на эту заявку. С 1990 года Турция поддерживает посреднические переговоры между греками-киприотами и турками-киприотами под эгидой ООН, направленные на разработку процедуры воссоединения острова. По состоянию на январь 1995 года эти переговоры почти не продвинулись вперед, не было видно решения кипрской проблемы.
Греция решительно поддерживает правительство Республики Кипр, призывает к выводу турецких войск с её территории и восстановлению территориальной целостности этого государства, а также оказывает поддержку на международных форумах. В апреле 2004 года на Кипре состоялся референдум по воссоединению острова на основе создания федерации на котором греки-киприоты проголосовали «против» предлагаемых планом условий, а турки-киприоты «за». В декабре 2006 года, на фоне продолжающегося спора о Кипре, Европейский союз заморозил переговоры с Турцией по восьми главам относительно присоединения и заявил, что никакие главы не будут закрыты до тех пор, пока не будет найден путь решения кипрской проблемы. Шесть дополнительных глав по присоединению Турции к ЕС были заблокированы правительством Республики Кипр. 
В июле 2017 году премьер-министр Турции Бинали Йылдырым во время визита в Турецкую Республику Северного Кипра заявил, что бессмысленно пытаться возобновлять переговоры по разрешению кипрского кризиса. Он напомнил, что греки-киприоты не были готовы к компромиссу на референдуме 2004 года и остров остаётся разделенным по их вине. Турция отказывается вывести 35 000 военнослужащих с северной части Кипра и заменить их международными полицейскими силами. По состоянию на 2017 год Турция не признаёт существование Республики Кипр и поддерживает отношения с Турецкой Республикой Северного Кипра.